# Athlétisme aux Jeux d'Asie du Sud-Est de 2015
Les épreuves d'athlétisme des Jeux d'Asie du Sud-Est de 2015, 28e édition, se sont déroulées à Singapour du 6 au 12 juin 2015.
Les 46 épreuves se déroulent au sein du Stade national à Kallang, construit en 2014, mais également à l'East Coast Park et au Kallang Practice Track. 11 équipes de la région participent pour un total de 346 athlètes (195 hommes, 151 femmes), selon le détail suivant :
- Brunei (6)
- Cambodge (5)
- Indonésie (23)
- Laos (13)
- Malaisie (38)
- Birmanie (21)
- Philippines (36)
- Singapour (74)
- Thaïlande (77)
- Timor oriental (5)
- Viêt Nam (48)

## Résultats

### Hommes
| Épreuve              | Or                                                                                   | Or                  | Argent                                                                                    | Argent             | Bronze                                                                    | Bronze           |
| -------------------- | ------------------------------------------------------------------------------------ | ------------------- | ----------------------------------------------------------------------------------------- | ------------------ | ------------------------------------------------------------------------- | ---------------- |
| 100 mètres           | Eric Cray (PHI)                                                                      | 10 s 25             | Yaspi Boby (INA)                                                                          | 10 s 45            | Iswandi Iswandi (INA)                                                     | 10 s 45          |
| 200 mètres           | Lê Trọng Hinh (VIE)                                                                  | 20 s 89 (PB)        | Jaran Sathoengram (THA)                                                                   | 21 s 05 (PB)       | Jirapong Meenapra (THA)                                                   | 21 s 13 (PB)     |
| 400 mètres           | Kunanon Sukkaew (THA)                                                                | 46 s 00 (GR)        | Quách Công Lịch (VIE)                                                                     | 46 s 02 (PB)       | Edgardo Alejan Jr. (PHI)                                                  | 47 s 08 (SB)     |
| 800 mètres           | Dương Văn Thái (VIE)                                                                 | 1 min 51 s 43       | Mervin Guarte (PHI)                                                                       | 1 min 51 s 47 (SB) | Yothin Yaprajan (THA)                                                     | 1:52.32          |
| 1500 mètres          | Dương Văn Thái (VIE)                                                                 | 3 min 47.04 (PB)    | Mervin Guarte (PHI)                                                                       | 3 min 48.06 (SB)   | Yothin Yaprajan (THA)                                                     | 3 min 49.35 (PB) |
| 5 000 mètres         | Nguyễn Văn Lai (VIE)                                                                 | 14 min 04.82 (GR)   | Agus Prayogo (INA)                                                                        | 14:15.14           | Sanchai Namkhet (THA)                                                     | 14:40.59         |
| 10 000 mètres        | Agus Prayogo (INA)                                                                   | 29 min 41 s 56 (SB) | Boonthung Srisung (THA)                                                                   | 30:05.22 (SB)      | Naing San (MYA)                                                           | 30:26.23 (PB)    |
|                      |                                                                                      |                     |                                                                                           |                    |                                                                           |                  |
| 110 mètres haies     | Jamras Rittidet (THA)                                                                | 13 s 69 (GR)        | Rayzam Shah Wan Sofian (MAS)                                                              | 13 s 97 (SB)       | Patrick Ma. Unso (PHI)                                                    | 14 s 12 (PB)     |
| 400 mètres haies     | Eric Cray (PHI)                                                                      | 49 s 40 (GR)        | Quách Công Lịch (VIE)                                                                     | 50 s 29 (PB)       | Andrian Andrian (INA)                                                     | 51 s 36 (PB)     |
| 3 000 mètres steeple | Christopher Ulboc Jr. (PHI)                                                          | 8 min 59 s 07 (PB)  | Phạm Tiến Sản (VIE)                                                                       | 8:59.90 (PB)       | Ationg Tio Purwanto (INA)                                                 | 9:06.41 (PB)     |
|                      |                                                                                      |                     |                                                                                           |                    |                                                                           |                  |
| 4×100 m relais       | Thaïlande (Ruttanapon Sowan, Aphisit Promkaew, Jirapong Meenapra, Jaran Sathoengram) | 38 s 99             | Singapour (Kang Li Loong Calvin, Yeo Foo Ee Gary, Lee Cheng Wei, Muhammad Amirudin Jamal) | 39 s 24            | Indonésie (Fadlin Fadlin, Iswandi Iswandi, Yudi Dwi Nugroho, Yaspi Boby)  | 39 s 32 (SB)     |
| 4×400 m relais       | Thaïlande (Pooriphat Kaijun, Srikharin Wannasa, Saharat Sammayan, Kunanon Sukkaew)   | 3 min 06 s 81       | Philippines (Joan Caido, Edgardo Alejan Jr., Ryan Bigyan, Archand Christian Bagsit)       | 3 min 06 s 84      | Viêt Nam (Dao Xuan Cuong, Luong Van Thao, Le Trong Hinh, Quach Cong Lich) | 3 min 08 s 48    |
|                      |                                                                                      |                     |                                                                                           |                    |                                                                           |                  |
| Marathon             | Soh Rui Yong (SIN)                                                                   | 2 h 34 min 56 s     | Boonthung Srisung (THA)                                                                   | 2 h 35 min 09      | Hoàng Nguyên Thanh (VIE)                                                  | 2:37:10          |
| 20 km marche         | Hendro Hendro (INA)                                                                  | 1 h 34 min 23 s     | Võ Xuân Vinh (VIE)                                                                        | 1:38:38            | Md Khairil Harith Harun (MAS)                                             | 1:40:57          |
|                      |                                                                                      |                     |                                                                                           |                    |                                                                           |                  |
| Saut en hauteur      | Nauraj Singh Randhawa (MAS)                                                          | 2,13 m              | Đào Văn Thủy (VIE)                                                                        | 2.13 (PB)          | Muhammed Ashraf Saipu Rahman (MAS)                                        | 2.11             |
| Saut à la perche     | Porranot Purahong (THA)                                                              | 5,30 m (GR)         | Ernest John Obiena (PHI)                                                                  | 5,25 m             | Iskandar Alwi (MAS)                                                       | 5,05 m           |
| Saut en longueur     | Supanara Sukhasvasti (THA)                                                           | 7,75 m              | Phạm Văn Lâm (VIE)                                                                        | 7,52 (PB)          | Donovant Arriola Jr. (PHI)                                                | 7,51 m           |
| Triple saut          | Muhammad Hakimi Ismail (MAS)                                                         | 16,76 m (GR)        | Varunyoo Kongnil (THA)                                                                    | 16,20 m            | Nguyễn Văn Hùng (VIE)                                                     | 15.92            |
| Lancer du poids      | Promrob Juntima (THA)                                                                | 17,47 (PB)          | Chatchawal Polyiam (THA)                                                                  | 17.05 (SB)         | Adi Aliffudin Hussin (MAS)                                                | 16.96 (SB)       |
| Lancer du disque     | Muhammad Irfan Shamshuddin (MAS)                                                     | 56.62 m             | Narong Benjaroon (THA)                                                                    | 52.59 (PB)         | Kwanchai Numsomboon (THA)                                                 | 51.02 (SB)       |
| Lancer du marteau    | Caleb John Stuart (PHI)                                                              | 65,63 (GR)          | Tantipong Phetchaiya (THA)                                                                | 62.12              | Jackie Wong Siew Cheer (MAS)                                              | 61.18            |
| Lancer du javelot    | Peerachet Jantra (THA)                                                               | 75.18 (SB)          | Hussadin Rodmanee (THA)                                                                   | 70.96 (SB)         | Kyaw Nyi Nyi Htwe (MYA)                                                   | 56.84            |
|                      |                                                                                      |                     |                                                                                           |                    |                                                                           |                  |
| Décathlon            | Nguyễn Văn Huê (VIE)                                                                 | 7 232 (PB)          | Jesson Ramil Cid (PHI)                                                                    | 7 065              | Janry Ubas (PHI)                                                          | 6796 (PB)        |